# Usenet

Usenetservrar och -klienter. De olika färgerna representerar olika uppsättningar grupper: en användare har tillgång till de grupper den använda servern tillhandahåller och kan välja att ignorera en del av dem.

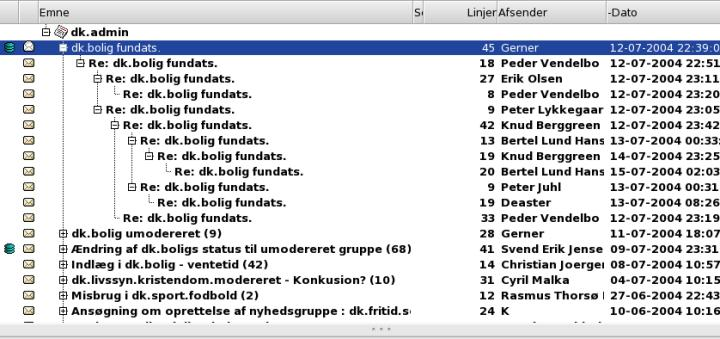
Trådvy i en diskussionsgrupp. Överst en diskussion med flera inlägg. Efter rubrikerna visas antalet rader, avsändare och tidpunkt för varje inlägg.

Usenet (efter engelska, uttal: /'ju:znet/) är ett sätt för grupper av människor att kommunicera med varandra över datanät (numera främst Internet). Det använder e-post-liknande meddelanden och fungerar som ett socialt medium. Usenet är ett av de äldsta datorkommunikationssystem som fortfarande används, men det har under slutet av 1990-talet delvis marginaliserats av WWW och sändlistor. Det lever vidare under beteckningen Usenet news (nyhetsgrupper).

## Historik
Usenet skapades 1979 av studenterna Jim Ellis och Tom Truscott på Duke University i USA då de hade ett behov av att diskutera med studenter vid grannuniversitetet University of North Carolina. De blev inspirerade av mejllistor på ARPANET och inom ett år var 50 universitet och arbetsplatser ihopkopplade med Usenet. Inledningsvis var systemet skilt från ARPANET (som senare kom att utvecklas till internet), men kom under 80- och början av 90-talet att bli en viktig plats för den som ville diskutera nästan vad som helst.
Usenet innehåller tiotusentals diskussionsgrupper och nyhetsgrupper i vitt skilda ämnesområden. Det består av ett nät av så kallade nyhetsservrar som synkroniserar sig och skickar meddelanden mellan sig. Till skillnad från epost-baserade sändlistor bryr sig Usenet-servrarna inte om vem som följer med vilka grupper; "prenumeration" på vissa grupper påverkar endast klientprogrammet. Följden av detta är å ena sidan att enskilda användares postlådor inte belastas (meddelandena försvinner istället efter en viss tid), å andra sidan att varje meddelande (i de officiella globala hierarkierna) skickas till alla stora servrar.
Forumets betydelse minskade under 1990-talet till förmån för webbforum och sändlistor, men fick ett uppsving i och med att dejanews kopplade arkiv och sökfunktioner till webben (sedermera Google Grupper). Att posta via Google utan att ha bekantat sig med diskussionforumets kultur uppfattas dock ofta som ohövligt.
Fortfarande (under 2010-talet) finns tiotusentals olika diskussionsgrupper inom Usenet.

## Utformning
Programmen som används för läsning av Usenet-diskussioner är optimerade för att hålla reda på diskussionstrådar och att sålla bort störande inlägg. Sålunda är det ofta lättare att följa en livlig sändlista med ett program avsett för Usenet (populära sändlistor tillhandahålls ofta av en tredje part som diskussionsgrupper).
Diskussionerna på Usenet är ofta mer djupgående än diskussioner på webbforum, eftersom programvaran klarar att smidigt presentera längre artiklar och klart sortera diskussionens trådar; typiskt längd på ett inlägg är från tjugotalet rader uppåt (hundratals till tusentals tecken). Gruppernas natur varierar dock stort, det finns grupper med några inlägg årligen och sådana med hundratals inlägg per dag, sådana med strikt saklig diskussion, sådana dominerade av skräppost eller öppet krig mellan parterna och sådana med mycket gemytlig stämning.
Meddelandena på Usenet är formellt likadana till strukturen som e-brev (exakt samma brev kan skickas via båda forumen bara man som mottagare specificerar både en diskussionsgrupp och en e-postadress), men på Usenet bör man normalt använda endast ren text med rader av standardlängd (68–78 tecken). Html och bilagor accepteras dock i enskilda diskussionsgrupper, där både laglig och olaglig fildelning kan äga rum.
Många av egenskaperna hos program för Usenet är numera delvis kopierade till många e-postprogram. Många e-postprogram och en del Usenet-program klarar både av att hantera e-post och nyhetsgrupper.
En nyhetsserver arbetar med NNTP-protokollet (RFC 977). Meddelandeformatet definieras i RFC 1036.